# Radek Dostál
Radek Dostál (ur. 25 września 1970 w Ostrawie) – czeski łyżwiarz.
Pochodzi z Ostrawy. Jak wielu zawodowców, zaczął jeździć na łyżwach bardzo wcześnie – miał wówczas 5 lat. Jego pierwszym klubem sportowym było „TJ Vitkovice” w Ostrawie. W wieku 12 lat zaczął trenować jazdę figurową w parach tanecznych. Jego trenerem był choreograf František Blaťák. W 1995 roku Dostál wytańczył na lodzie tytuł wicemistrza Czech. Oprócz udziału w zawodach krajowych, wielokrotnie reprezentował Czechy na arenie międzynarodowej.
Karierę profesjonalną rozpoczął w 1998 roku w czeskiej rewii na lodzie Mrazik. Rok później dostał się do Holiday on Ice, z którym jest związany do dzisiaj. Z rewią tą występował w wielu krajach na całym świecie. Tańczył w następujących programach: Colours of Dance (1999-2003), Hollywood (2003-2006), Mystery (2006-2008).
Od 4 lat Radek Dostál i jego partnerka Magda Komorowska są solistami – tańczą główne partie w przedstawieniu. Również w parze z Magdą, Radek Dostál występował gościnnie w wielu innych rewiach na świecie, m.in. w Paradise on Ice w Portugalii (2003, 2004); Fantasy on Ice w Holandii (2005); Broadway on Ice w Meksyku (2007). Brał także udział w polskiej i holenderskiej wersji programu Gwiazdy tańczą na lodzie (w polskiej edycji jego partnerką-amatorką była aktorka Małgorzata Pieczyńska).